# Jogos Olímpicos de Verão da Juventude de 2014
Os Jogos Olímpicos de Verão da Juventude de 2014, oficialmente conhecidos como Jogos da II Olimpíada de Verão da Juventude foram a segunda edição dos Jogos Olímpicos da Juventude de Verão, o maior evento multiesportivo e cultural da categoria juvenil celebrado na tradição dos Jogos Olímpicos de Verão de 16 a 28 de agosto de 2014. Esta edição foi realizada em Nanquim (ou Nanjing), na República Popular da China, numa decisão anunciada pelos membros do Comitê Olímpico Internacional na 122ª Sessão do órgão dias antes dos Jogos Olímpicos de Inverno de 2010 em Vancouver, no Canadá. Esta foi a segunda vez na história que a China sediou uma edição de Jogos Olímpicos após organizar os Jogos Olímpicos de Verão de 2008 na capital Pequim.

## Processo de candidatura
O processo de candidatura aos JOJ de 2014 iniciou-se em 2008, culminando com a eleição da cidade-sede em Vancouver a 10 de janeiro de 2010:
- Abril de 2009 — Os Comitês Olímpicos Nacionais (CON) deviam avisar os membros do COI o nome de sua candidata. (Isso foi antecipado para fevereiro de 2009 a pedido dos CONs para ter um tempo maior de preparação).
- Setembro de 2009 — Envio para o COI dos livros de candidatura.
- Dezembro de 2009 — As finalistas foram reveladas pelo Quadro Executivo do COI.
- Fevereiro de 2010 — Eleição da sede em Vancouver (antes dos Jogos Olímpicos de Inverno de 2010)[3]

A cidade sede foi anunciada em Vancouver, antes dos Jogos Olímpicos de Inverno de 2010.
Essa foi a primeira eleição de uma cidade sede dos Jogos Olímpicos da Juventude numa sessão do COI. As eleições dos Jogos Olímpicos de Verão da Juventude de 2010 e os Jogos Olímpicos de Inverno da Juventude de 2012 foram feitas por votos postais pelos membros do COI.
| Cidade  | CON     | Votos |
| Nanquim | China   | 47    |
| Poznań  | Polónia | 42    |

## Mascote
Tal como outros eventos Olímpicos, as Olimpíadas da Juventude de 2014 tiveram a sua própria mascote, o Nanjinglele. A mascote possui três partes: o colorido "Nanjing" reflete a imagem da porta de Nanquim e de algumas casas de Jiangnan. As várias cores representam o espírito energético dos jovens.

## Infraestruturas
A grande maioria das instalações está localizada no centro da cidade de Nanquim e já eram existentes antes dos Jogos e foram usadas nos Jogos Asiáticos da Juventude de 2013, que serviram como evento teste. As infraestruturas serão temporárias para os seguintes esportes: ciclismo de estrada, vela e triatlo.
O Centro Olímpico de Desportos de Nanquim acolheu as cerimônias de abertura e encerramento.
| Distrito  | Infraestrutura                               | Imagem         | Desportos                                                           | Capacidade |
| --------- | -------------------------------------------- | -------------- | ------------------------------------------------------------------- | ---------- |
| Gulou     | Ginásio de Longjiang                         |                | Judô, lutas                                                         |            |
| Gulou     | Centro Desportivo de Wutaishan               |                | Basquetebol, futebol, tênis de mesa                                 |            |
| Jiangning | Base de Treinos de Desportos de Fangshan     |                | Tiro com arco, tiro                                                 |            |
| Jiangning | Centro de Desportos de Jiangning             |                | Futebol, andebol                                                    |            |
| Jiangning | Lago Jinniu                                  |                | Vela                                                                |            |
| Jianye    | Centro Internacional de Exibições de Nanquim |                | Boxe, esgrima, hipismo, pentatlo moderno, taekwondo, halterofilismo |            |
| Jianye    | Centro Olímpico de Desportos de Nanquim      |                | Desportos aquáticos, atletismo, ginástica, pentatlo moderno         | 60 000     |
| Pukou     | Parque Nacional de Laoshan                   |                | Ciclismo                                                            |            |
| Pukou     | Parque de Desportos Olímpicos da Juventude   |                | Voleibol de praia, ciclismo, hóquei de campo, rugby sevens          |            |
| Xuanwu    | Instituto do Desporto de Nanquim             |                | Badminton, tênis                                                    |            |
| Xuanwu    | Lago Xuanwu                                  |                | Triatlo                                                             |            |
| Xuanwu    | Escola de Remo e Canoagem de Nanquim         | Canoagem, remo |                                                                     |            |
| Xuanwu    | Clube Internacional de Golfe de Zhongshan    |                | Golfe                                                               |            |

## Percurso da Tocha
A Tocha Olímpica da Juventude foi desenhada pela Vatti Corporation Ltd, cujo projeto vencedor se chamava "Porta da Alegria", simbolizando um dos principais símbolos da cidade, a Porta de Nanquim. Na parte de cima do objeto existe uma estrutura que remete para uma porta, e a cor azul da tocha representa a tranquilidade da cidade em relação as demais cidades chinesas. O Rio Yangtzé, que banha a cidade, é lembrado com faixas azuis no punho da tocha. A tocha poderia resistir a velocidades do vento até 11 metros por segundo, precipitação de chuva de 50 milímetros por hora, altitudes até 4 500 metros e um intervalo de temperaturas entre –15˚C e 45˚C.
Segundo a tradição Olímpica, a tocha foi acendida em 30 de abril de 2014 em Atenas, Grécia, no Estádio Panathinaiko, local dos primeiros Jogos Olímpicos da Era Moderna. Quatro jovens atletas gregos e chineses realizaram uma pequena estafeta.
O percurso da tocha incluiu duas partes, começando com um inédito revezamento digital onde as pessoas que baixavam uma aplicação/aplicativo móvel puderam participar no percurso através da opção interativa "Give Me Fire" ("Me passe o fogo"). Ao usar este recurso, os utilizadores puderam passar a chama Olímpica da Juventude aos seus amigos tocando os seus dispositivos ao mesmo tempo. O revezamento passou por 98 localidades dos 204 Comitês Olímpico Nacionais participantes durante 98 dias. Depois do percurso digital, o revezamento começou fisicamente em 6 de agosto em Nanquim e durou 10 dias. Foram selecionados 104 portadores da Tocha, focados primeiramente na juventude, incluindo também figuras conhecidas do esporte, cultura, imprensa, voluntários e do Comitê Olímpico Internacional. Portadores notáveis incluíram o bicampeão olímpico de badminton Lin Dan, o campeão olímpico na esgrima em 2008, Zhong Man, o diretor de filmes e televisão Chen Weiya e o compositor Bian Liunian.

## Programa esportivo
Esta é uma lista dos desportos incluídos nos Jogos Olímpicos de Verão da Juventude de 2014. Respeitando o programa olímpico dos Jogos Olímpicos de Verão de 2016 o golfe e o rugby sevens foram adicionados ao programa. Entre as mudanças com relação ao programa da edição anterior, o Comitê Organizador optou por substituir o voleibol indoor pelo voleibol de praia e o formato do hóquei sobre a grama foi alterado para times de cinco jogadores e um campo menor. Novos eventos foram adicionados como provas mistas no tiro, no atletismo e o desafio de habilidades no basquetebol.
| - Atletismo (37) - Badminton (3) - Basquetebol (4) (1) - Boxe (13) - Canoagem (8) - Ciclismo (3) (2) - Esgrima (7) - Futebol (2) | - Ginástica (16) (3) - Golfe (3) - Halterofilismo (11) - Handebol (2) - Hipismo (2) - Hóquei sobre a grama (2) - Judô (9) - Lutas (14) | - Natação (36) - Pentatlo moderno (3) - Remo (4) - Rugby sevens (2) - Saltos ornamentais (5) - Taekwondo (10) - Tênis (5) | - Tênis de mesa (3) - Tiro (6) - Tiro com arco (4) - Triatlo (3) - Vela (4) - Voleibol de praia (2) |

Nota 1:  Na modalidade 3 por 3 (3-on-3)
Nota 2:  Existiram provas combinadas de BMX, ciclismo de montanha e ciclismo de estrada
Nota 3:  Ginástica artística, ginástica rítmica e ginástica de trampolim

### Esportes de demonstração
Quatro esportes foram disputados como demonstração nesta edição, não sendo considerado como oficiais dos Jogos:
- Escalada esportiva
- Patinação sobre rodas
- Skate
- Wushu

## Calendário
Todas as datas e horas são no fuso horário padrão da China (UTC+8)
Ao todo, foram disputados 222 eventos nas Olimpíadas da Juventude de 2014.
| ● | Cerimónia de abertura | ● | Competições | ● | Finais de competições | ● | Cerimónia de encerramento |

| Agosto                                | 14 Qui | 15 Sex | 16 Sáb | 17 Dom | 18 Seg | 19 Ter | 20 Qua | 21 Qui | 22 Sex | 23 Sáb | 24 Dom | 25 Seg | 26 Ter | 27 Qua | 28 Qui | Eventos |
| ------------------------------------- | ------ | ------ | ------ | ------ | ------ | ------ | ------ | ------ | ------ | ------ | ------ | ------ | ------ | ------ | ------ | ------- |
| Cerimónias                            |        |        | ●      |        |        |        |        |        |        |        |        |        |        |        | ●      |         |
| Atletismo                             |        |        |        |        |        |        | ●      | ●      | ●      | 13     | 12     | 11     | 1      |        |        | 37      |
| Badminton                             |        |        |        | ●      | ●      | ●      | ●      | ●      | 3      |        |        |        |        |        |        | 3       |
| Basquetebol                           |        |        |        |        | ●      | ●      | ●      | 2      | ●      | ●      | ●      | ●      | 2      |        |        | 4       |
| Boxe                                  |        |        |        |        |        |        |        |        |        | ●      | ●      | ●      | 3      | 10     |        | 13      |
| Canoagem                              |        |        |        |        |        |        |        |        |        | ●      | 4      |        | ●      | 4      |        | 8       |
| Ciclismo                              |        |        |        | ●      | ●      | ●      | ●      |        | 2      |        | 1      |        |        |        |        | 3       |
| Esgrima                               |        |        |        | 2      | 2      | 2      | 1      |        |        |        |        |        |        |        |        | 7       |
| Futebol                               | ●      | ●      |        | ●      | ●      |        | ●      | ●      |        | ●      | ●      | ●      | 1      | 1      |        | 2       |
| Ginástica                             |        |        |        | ●      | ●      | 1      | 1      | 1      | 1      | 5      | 5      |        | ●      | 2      |        | 16      |
| Golfe                                 |        |        |        |        |        | ●      | ●      | 2      |        |        | ●      | ●      | 1      |        |        | 3       |
| Halterofilismo                        |        |        |        | 2      | 2      | 2      |        | 2      | 2      | 1      |        |        |        |        |        | 11      |
| Handebol                              |        |        |        |        |        |        | ●      | ●      | ●      |        | ●      | 2      |        |        |        | 2       |
| Hipismo                               |        |        |        |        |        | ●      | 1      | ●      | ●      | ●      | 1      |        |        |        |        | 2       |
| Hóquei em campo                       |        |        |        | ●      | ●      | ●      | ●      | ●      |        | ●      | ●      | ●      | 1      | 1      |        | 2       |
| Judo                                  |        |        |        | 3      | 3      | 2      |        | 1      |        |        |        |        |        |        |        | 9       |
| Lutas                                 |        |        |        |        |        |        |        |        |        |        |        | 5      | 4      | 5      |        | 14      |
| Natação                               |        |        |        | 3      | 8      | 5      | 7      | 4      | 9      |        |        |        |        |        |        | 36      |
| Pentatlo moderno                      |        |        |        |        |        |        |        |        | ●      | 1      | 1      |        | 1      |        |        | 3       |
| Remo                                  |        |        |        | ●      | ●      | ●      | 4      |        |        |        |        |        |        |        |        | 4       |
| Rugby sevens                          |        |        |        | ●      | ●      | ●      | 2      |        |        |        |        |        |        |        |        | 2       |
| Saltos ornamentais                    |        |        |        |        |        |        |        |        |        | 1      | 1      | 1      | 1      | 1      |        | 5       |
| Taekwondo                             |        |        |        | 2      | 2      | 2      | 2      | 2      |        |        |        |        |        |        |        | 10      |
| Ténis                                 |        |        |        | ●      | ●      | ●      | ●      | ●      | ●      | 2      | 3      |        |        |        |        | 5       |
| Ténis de mesa                         |        |        |        | ●      | ●      | ●      | 2      | ●      | ●      | 1      |        |        |        |        |        | 3       |
| Tiro                                  |        |        |        | 1      | 1      | 1      | 1      | 1      | 1      |        |        |        |        |        |        | 6       |
| Tiro com arco                         |        |        |        |        |        |        |        |        | ●      | ●      | 1      | 1      | 1      |        |        | 3       |
| Triatlo                               |        |        |        | 1      | 1      |        |        | 1      |        |        |        |        |        |        |        | 3       |
| Vela                                  |        |        |        |        | ●      | ●      | ●      |        | ●      | 4      |        |        |        |        |        | 4       |
| Voleibol de praia                     |        |        |        | ●      | ●      | ●      |        | ●      | ●      |        | ●      | ●      | 1      | 1      |        | 2       |
| Total de medalhas de ouro             |        |        |        | 14     | 19     | 15     | 21     | 16     | 18     | 28     | 29     | 20     | 17     | 25     |        | 222     |
| Cumulativo diário de medalhas de ouro |        |        |        | 14     | 33     | 48     | 69     | 85     | 103    | 131    | 160    | 180    | 197    | 222    |        | 222     |
| Agosto                                | 14 Qui | 15 Sex | 16 Sáb | 17 Dom | 18 Seg | 19 Ter | 20 Qua | 21 Qui | 22 Sex | 23 Sáb | 24 Dom | 25 Seg | 26 Ter | 27 Qua | 28 Qui | Eventos |

## Nações participantes
201 dos 204 Comitês Olímpicos Nacionais enviaram delegações a Nanquim. Serra Leoa e Nigéria chegaram a enviar suas delegações, entretanto tiveram que retornar devido à pressão das autoridades chinesas na tentativa de prevenir a entrada do vírus ebola no país, devido ao surto da África Ocidental em 2014. Em 15 de agosto, na véspera da cerimônia de abertura, a Libéria também desistiu e dois atletas de Guiné, um da natação e outro do judô foram impedidos de participar devido a natureza de seus esportes colocar em risco os demais competidores. As pessoas oriundas de regiões em que se verifica a epidemia estavam sujeitas a um controlo rigoroso das condições físicas e da temperatura.
Uma competidora do Sudão do Sul participou sob a bandeira Olímpica, uma vez que não tem um Comitê Olímpico Nacional no seu país, tal como o ocorrido durante os Jogos Olímpicos de Verão de 2012. As nações com mais atletas representados foram a anfitriã China (123) e o Brasil (97). Na lista, entre parêntesis o número de atletas de cada nação.
| \| - AFG Afeganistão (2) - RSA África do Sul (54) - ALB Albânia (5) - GER Alemanha (85) - ALG Argélia (34) - AND Andorra (10) - ANG Angola (15) - ANT Antígua e Barbuda (5) - KSA Arábia Saudita (5) - ARG Argentina (60) - ARM Armênia (14) - ARU Aruba (4) - IOA Atletas Olímpicos Independentes (1) - AUS Austrália (89) - AUT Áustria (33) - AZE Azerbaijão (21) - BAH Bahamas (14) - BRN Bahrein (5) - BAN Bangladesh (13) - BAR Barbados (8) - BEL Bélgica (34) - BIZ Belize (3) - BEN Benim (5) - BER Bermudas (7) - BLR Bielorrússia (35) - BOL Bolívia (8) - BIH Bósnia e Herzegovina (6) - BOT Botsuana (8) - BRA Brasil (97) - BRU Brunei (3) - BUL Bulgária (27) - BDI Burundi (8) - BHU Butão (2) - CPV Cabo Verde (20) - CMR Camarões (3) - CAM Camboja (3) - CAN Canadá (75) - QAT Catar (21) - KAZ Cazaquistão (51) - CHA Chade (2) - CHI Chile (15) - CHN China (123) (anfitrião) - CYP Chipre (6) - COL Colômbia (34) - COM Comores (4) - CGO Congo (8) - PRK Coreia do Norte (6) - KOR Coreia do Sul (75) - CIV Costa do Marfim (4) - CRC Costa Rica (3) - CRO Croácia (24) - CUB Cuba (13) - DEN Dinamarca (15) - DJI Djibuti (5) - DMA Dominica (2) - EGY Egito (83) - ESA El Salvador (8) - UAE Emirados Árabes Unidos (4) - ECU Equador (19) - ERI Eritreia (3) - SVK Eslováquia (37) - SLO Eslovênia (48) - ESP Espanha (66) - USA Estados Unidos (94) - EST Estônia (17) - ETH Etiópia (15) - FIJ Fiji (26) - PHI Filipinas (7) \| - FIN Finlândia (14) - FRA França (82) - GAB Gabão (3) - GAM Gâmbia (2) - GHA Gana (10) - GEO Geórgia (12) - GBR Grã-Bretanha (33) - GRN Granada (4) - GRE Grécia (22) - GUM Guam (8) - GUA Guatemala (20) - GUY Guiana (4) - GUI Guiné (2) - GBS Guiné-Bissau (2) - GEQ Guiné Equatorial (2) - HAI Haiti (3) - HON Honduras (21) - HKG Hong Kong (18) - HUN Hungria (57) - YEM Iêmen (3) - CAY Ilhas Cayman (6) - COK Ilhas Cook (4) - MHL Ilhas Marshall (4) - SOL Ilhas Salomão (3) - ISV Ilhas Virgens Americanas (5) - IVB Ilhas Virgens Britânicas (8) - IND Índia (32) - INA Indonésia (27) - IRI Irã (16) - IRQ Iraque (5) - IRL Irlanda (16) - ISL Islândia (20) - ISR Israel (14) - ITA Itália (69) - JAM Jamaica (20) - JPN Japão (78) - JOR Jordânia (6) - KIR Kiribati (3) - KUW Kuwait (5) - LAO Laos (2) - LES Lesoto (7) - LAT Letônia (13) - LIB Líbano (4) - LBA Líbia (3) - LIE Liechtenstein (1) - LTU Lituânia (21) - LUX Luxemburgo (4) - MAD Madagascar (4) - MAS Malásia (20) - MAW Malawi (5) - MLI Mali (4) - MDV Maldivas (3) - MLT Malta (4) - MAR Marrocos (15) - MRI Maurício (4) - MTN Mauritânia (3) - MEX México (78) - MYA Mianmar (4) - FSM Estados Federados da Micronésia (4) - MOZ Moçambique (3) - MDA Moldávia (11) - MON Mônaco (1) - MGL Mongólia (5) - MNE Montenegro (5) - NAM Namíbia (30) - NRU Nauru (2) - NEP Nepal (2) \| - NCA Nicarágua (4) - NIG Níger (4) - NOR Noruega (31) - NZL Nova Zelândia (50) - OMA Omã (3) - NED Países Baixos (41) - PAK Paquistão (12) - PLW Palau (3) - PLE Palestina (4) - PAN Panamá (8) - PNG Papua-Nova Guiné (24) - PAR Paraguai (10) - PER Peru (40) - POL Polônia (59) - PUR Porto Rico (23) - POR Portugal (21) - KEN Quênia (24) - KGZ Quirguistão (7) - CAF República Centro-Africana (2) - CZE Chéquia (37) - MKD Macedônia do Norte (5) - COD República Democrática do Congo (4) - DOM República Dominicana (10) - ROU Romênia (41) - RWA Ruanda (11) - RUS Rússia (84) - SAM Samoa (2) - ASA Samoa Americana (5) - SMR San Marino (3) - LCA Santa Lúcia (6) - SKN São Cristóvão e Neves (3) - STP São Tomé e Príncipe (4) - VIN São Vicente e Granadinas (4) - SEN Senegal (6) - SRB Sérvia (24) - SEY Seicheles (3) - SIN Singapura (18) - SYR Síria (10) - SOM Somália (2) - SRI Sri Lanka (9) - SWZ Essuatíni (4) - SUD Sudão (5) - SWE Suécia (32) - SUI Suíça (19) - SUR Suriname (6) - THA Tailândia (37) - TPE Taipé Chinês (47) - TJK Tajiquistão (8) - TAN Tanzânia (4) - TLS Timor-Leste (2) - TOG Togo (3) - TGA Tonga (3) - TTO Trinidad e Tobago (11) - TUN Tunísia (50) - TKM Turcomenistão (3) - TUR Turquia (41) - TUV Tuvalu (3) - UKR Ucrânia (58) - UGA Uganda (6) - URU Uruguai (22) - UZB Uzbequistão (28) - VAN Vanuatu (21) - VEN Venezuela (59) - VIE Vietnã (13) - ZAM Zâmbia (24) - ZIM Zimbabwe (10) \| | | |
| - AFG Afeganistão (2) - RSA África do Sul (54) - ALB Albânia (5) - GER Alemanha (85) - ALG Argélia (34) - AND Andorra (10) - ANG Angola (15) - ANT Antígua e Barbuda (5) - KSA Arábia Saudita (5) - ARG Argentina (60) - ARM Armênia (14) - ARU Aruba (4) - IOA Atletas Olímpicos Independentes (1) - AUS Austrália (89) - AUT Áustria (33) - AZE Azerbaijão (21) - BAH Bahamas (14) - BRN Bahrein (5) - BAN Bangladesh (13) - BAR Barbados (8) - BEL Bélgica (34) - BIZ Belize (3) - BEN Benim (5) - BER Bermudas (7) - BLR Bielorrússia (35) - BOL Bolívia (8) - BIH Bósnia e Herzegovina (6) - BOT Botsuana (8) - BRA Brasil (97) - BRU Brunei (3) - BUL Bulgária (27) - BDI Burundi (8) - BHU Butão (2) - CPV Cabo Verde (20) - CMR Camarões (3) - CAM Camboja (3) - CAN Canadá (75) - QAT Catar (21) - KAZ Cazaquistão (51) - CHA Chade (2) - CHI Chile (15) - CHN China (123) (anfitrião) - CYP Chipre (6) - COL Colômbia (34) - COM Comores (4) - CGO Congo (8) - PRK Coreia do Norte (6) - KOR Coreia do Sul (75) - CIV Costa do Marfim (4) - CRC Costa Rica (3) - CRO Croácia (24) - CUB Cuba (13) - DEN Dinamarca (15) - DJI Djibuti (5) - DMA Dominica (2) - EGY Egito (83) - ESA El Salvador (8) - UAE Emirados Árabes Unidos (4) - ECU Equador (19) - ERI Eritreia (3) - SVK Eslováquia (37) - SLO Eslovênia (48) - ESP Espanha (66) - USA Estados Unidos (94) - EST Estônia (17) - ETH Etiópia (15) - FIJ Fiji (26) - PHI Filipinas (7) | - FIN Finlândia (14) - FRA França (82) - GAB Gabão (3) - GAM Gâmbia (2) - GHA Gana (10) - GEO Geórgia (12) - GBR Grã-Bretanha (33) - GRN Granada (4) - GRE Grécia (22) - GUM Guam (8) - GUA Guatemala (20) - GUY Guiana (4) - GUI Guiné (2) - GBS Guiné-Bissau (2) - GEQ Guiné Equatorial (2) - HAI Haiti (3) - HON Honduras (21) - HKG Hong Kong (18) - HUN Hungria (57) - YEM Iêmen (3) - CAY Ilhas Cayman (6) - COK Ilhas Cook (4) - MHL Ilhas Marshall (4) - SOL Ilhas Salomão (3) - ISV Ilhas Virgens Americanas (5) - IVB Ilhas Virgens Britânicas (8) - IND Índia (32) - INA Indonésia (27) - IRI Irã (16) - IRQ Iraque (5) - IRL Irlanda (16) - ISL Islândia (20) - ISR Israel (14) - ITA Itália (69) - JAM Jamaica (20) - JPN Japão (78) - JOR Jordânia (6) - KIR Kiribati (3) - KUW Kuwait (5) - LAO Laos (2) - LES Lesoto (7) - LAT Letônia (13) - LIB Líbano (4) - LBA Líbia (3) - LIE Liechtenstein (1) - LTU Lituânia (21) - LUX Luxemburgo (4) - MAD Madagascar (4) - MAS Malásia (20) - MAW Malawi (5) - MLI Mali (4) - MDV Maldivas (3) - MLT Malta (4) - MAR Marrocos (15) - MRI Maurício (4) - MTN Mauritânia (3) - MEX México (78) - MYA Mianmar (4) - FSM Estados Federados da Micronésia (4) - MOZ Moçambique (3) - MDA Moldávia (11) - MON Mônaco (1) - MGL Mongólia (5) - MNE Montenegro (5) - NAM Namíbia (30) - NRU Nauru (2) - NEP Nepal (2) | - NCA Nicarágua (4) - NIG Níger (4) - NOR Noruega (31) - NZL Nova Zelândia (50) - OMA Omã (3) - NED Países Baixos (41) - PAK Paquistão (12) - PLW Palau (3) - PLE Palestina (4) - PAN Panamá (8) - PNG Papua-Nova Guiné (24) - PAR Paraguai (10) - PER Peru (40) - POL Polônia (59) - PUR Porto Rico (23) - POR Portugal (21) - KEN Quênia (24) - KGZ Quirguistão (7) - CAF República Centro-Africana (2) - CZE Chéquia (37) - MKD Macedônia do Norte (5) - COD República Democrática do Congo (4) - DOM República Dominicana (10) - ROU Romênia (41) - RWA Ruanda (11) - RUS Rússia (84) - SAM Samoa (2) - ASA Samoa Americana (5) - SMR San Marino (3) - LCA Santa Lúcia (6) - SKN São Cristóvão e Neves (3) - STP São Tomé e Príncipe (4) - VIN São Vicente e Granadinas (4) - SEN Senegal (6) - SRB Sérvia (24) - SEY Seicheles (3) - SIN Singapura (18) - SYR Síria (10) - SOM Somália (2) - SRI Sri Lanka (9) - SWZ Essuatíni (4) - SUD Sudão (5) - SWE Suécia (32) - SUI Suíça (19) - SUR Suriname (6) - THA Tailândia (37) - TPE Taipé Chinês (47) - TJK Tajiquistão (8) - TAN Tanzânia (4) - TLS Timor-Leste (2) - TOG Togo (3) - TGA Tonga (3) - TTO Trinidad e Tobago (11) - TUN Tunísia (50) - TKM Turcomenistão (3) - TUR Turquia (41) - TUV Tuvalu (3) - UKR Ucrânia (58) - UGA Uganda (6) - URU Uruguai (22) - UZB Uzbequistão (28) - VAN Vanuatu (21) - VEN Venezuela (59) - VIE Vietnã (13) - ZAM Zâmbia (24) - ZIM Zimbabwe (10) |

## Quadro de medalhas
O Comité Organizador dos Jogos Olímpicos da Juventude de Nanquim não mantiveram um quadro de medalhas oficial. A classificação nesta tabela baseia-se em informação fornecida pelo Comitê Olímpico Internacional e coincide com a convenção do COI nas suas tabelas medalhas publicadas.
As medalhas conquistadas por mais que um Comitê Olímpico Nacional (CON) incluem-se nas medalhas das equipes mistas. Dezesseis eventos foram disputados com este formato. As restantes medalhas foram disputadas em eventos com equipes internacionais e equipes a representar um CON. As equipes internacionais não são classificadas na tabela de medalhas.
A primeira medalha de ouro foi conquistada pela australiana Brittany Dutton na prova feminina do triatlo com o tempo de 59min56s. A medalha de prata foi para a americana Stephanie Jenkins e o bronze para a francesa Emilie Morier.
Já o primeiro ouro do país anfitrião foi conquistado por Jiang Huihua no evento da categoria abaixo de 48 kg do halterofilismo feminino. A medalha de prata foi para a norte-coreana Ri Song-Gum e o bronze para a letã Rebeka Koha.
     País sede destacado.
| Ordem                                                 | País                       | Medalha de ouro | Medalha de prata | Medalha de bronze |    |  |
| ----------------------------------------------------- | -------------------------- | --------------- | ---------------- | ----------------- | -- |  |
| 1                                                     | CHN China                  | 38              | 13               | 14                | 65 |  |
| 2                                                     | RUS Rússia                 | 27              | 19               | 11                | 57 |  |
| –                                                     | IOC Equipes internacionais | 13              | 12               | 14                | 39 |  |
| 3                                                     | USA Estados Unidos         | 10              | 5                | 7                 | 22 |  |
| 4                                                     | FRA França                 | 8               | 3                | 9                 | 20 |  |
| 5                                                     | JPN Japão                  | 7               | 9                | 5                 | 21 |  |
| 6                                                     | UKR Ucrânia                | 7               | 8                | 8                 | 23 |  |
| 7                                                     | ITA Itália                 | 7               | 8                | 6                 | 21 |  |
| 8                                                     | HUN Hungria                | 6               | 6                | 11                | 23 |  |
| 9                                                     | BRA Brasil                 | 6               | 6                | 1                 | 13 |  |
| 10                                                    | AZE Azerbaijão             | 5               | 6                | 1                 | 12 |  |
|                                                       |                            |                 |                  |                   |    |  |
| 64                                                    | POR Portugal               |                 | 1                | 1                 | 2  |  |
| Os demais países lusófonos não conquistaram medalhas. |                            |                 |                  |                   |    |  |

## Programa cultural e educacional
Os Jogos Olímpicos da Juventude incorporam, desde a sua concepção, variadas atividades culturais e educacionais para os jovens competidores baseadas nos valores olímpicos de promover um estilo de vida saudável e permitir aos jovens se tornarem bem equilibrados e com o "verdadeiro espírito esportivo". Atletas conhecidos e "especialistas internacionais" guiam os jovens participantes, além de combinar "as tradições olímpicas (como o revezamento da tocha) com as diversas culturas para espalhar o espírito olímpico".

### Atletas modelo
Em 17 de março de 2014, 37 atletas de 28 esportes olímpicos foram escolhidos pelo COI para ser atletas modelo nos Jogos Olímpicos da Juventude de 2014. Esses atletas tinham o intuito de dar suporte e agir como mentores aos jovens altetas. Como atletas modelo eles participaram de eventos ligados a atividades saudáveis, responsabilidade social e sobre o olimpismo. Eles participaram ainda de conversas informais denominado como "chat com os campeões". Em 9 de abril e em 22 de abril de 2014 o futebolista Simone Farina e o nadador Patrick Murphy foram designados como o 38º e o 39º Atleta Modelo, respectivamente.
| Esporte                | Atleta modelo        | CON                | Participações olímpicas                  |
| ---------------------- | -------------------- | ------------------ | ---------------------------------------- |
| Atletismo              | Dwight Phillips      | USA Estados Unidos | 2000, 2004                               |
| Atletismo              | Kajsa Bergqvist      | SWE Suécia         | 1996, 2000                               |
| Atletismo              | Liu Xiang            | CHN China          | 2004, 2008, 2012                         |
| Badminton              | Nathan Robertson     | GBR Grã-Bretanha   | 2000, 2004, 2008                         |
| Badminton              | Cheng Wen-Hsing      | TPE Taipé Chinês   | 2004, 2008, 2012                         |
| Basquetebol            | Jorge Garbajosa      | ESP Espanha        | 2000, 2004, 2008                         |
| Basquetebol            | Anna Arkhipova       | RUS Rússia         | 2000, 2004                               |
| Boxe                   | Ren Cancan           | CHN China          | 2012                                     |
| Canoagem de velocidade | Lisa Carrington      | NZL Nova Zelândia  | 2012                                     |
| Ciclismo de pista      | Frédéric Magné       | FRA França         | 1988, 1992, 1996, 2000                   |
| Esgrima                | Lei Sheng            | CHN China          | 2008, 2012                               |
| Esgrima                | Miles Chamley-Watson | USA Estados Unidos | 2012                                     |
| Futebol                | Simone Farina        | ITA Itália         |                                          |
| Futebol                | Sun Wen              | CHN China          | 1996, 2000                               |
| Ginástica artística    | Jani Tanskanen       | FIN Finlândia      |                                          |
| Ginástica artística    | Elizabeth Tweddle    | GBR Grã-Bretanha   | 2004, 2008, 2012                         |
| Ginástica rítmica      | Liubov Charkashyna   | BLR Bielorrússia   | 2012                                     |
| Ginástica de trampolim | Nuno Merino          | POR Portugal       | 2004                                     |
| Golfe                  | Grace Park           | KOR Coreia do Sul  |                                          |
| Halterofilismo         | Kendrick Farris      | USA Estados Unidos | 2008, 2012                               |
| Handebol               | Alexandra Nascimento | BRA Brasil         | 2004, 2008, 2012                         |
| Hipismo (saltos)       | Samantha Lam         | HKG Hong Kong      | 2008                                     |
| Hóquei sobre a grama   | Teun de Nooijer      | NED Países Baixos  | 1996, 2000, 2004, 2008, 2012             |
| Judô                   | Lucie Décosse        | FRA França         | 2004, 2008, 2012                         |
| Lutas                  | Kaori Icho           | JPN Japão          | 2004, 2008, 2012                         |
| Natação                | Patrick Murphy       | AUS Austrália      | 2004, 2008                               |
| Pentatlo moderno       | Amélie Cazé          | FRA França         | 2004, 2008, 2012                         |
| Remo                   | Erin Cafaro          | USA Estados Unidos | 2008, 2012                               |
| Rugby sevens           | Heather Moyse        | CAN Canadá         | 2006, 2010, 2014[a]                      |
| Saltos ornamentais     | Wu Minxia            | CHN China          | 2004, 2008, 2012                         |
| Taekwondo              | Wu Jingyu            | CHN China          | 2008, 2012                               |
| Tênis                  | Paradorn Srichaphan  | THA Tailândia      | 2000, 2004                               |
| Tênis de mesa          | Jörgen Persson       | SWE Suécia         | 1988, 1992, 1996, 2000, 2004, 2008, 2012 |
| Tênis de mesa          | Wang Liqin           | CHN China          | 2000, 2004, 2008                         |
| Tiro                   | Ivana Maksimović     | SRB Sérvia         | 2012                                     |
| Tiro com arco          | Khatuna Lorig        | USA Estados Unidos | 1992, 1996, 2000, 2008, 2012[b]          |
| Triatlo                | Emma Snowsill        | AUS Austrália      | 2008                                     |
| Vela                   | Juan Perdomo         | PUR Porto Rico     |                                          |
| Voleibol de praia      | Zhang Xi             | CHN China          | 2008, 2012                               |

- a  Moyse competiu no bobsleigh nos Jogos Olímpicos de Inverno de 2006, 2010 e 2014.
- b  Lorig competiu pela EUN Equipa Unificada em 1992 e pela GEO Geórgia em 1996 e 2000.

### Jovens Embaixadores
Um total de 104 pessoas foram selecionadas pelos seus respectivos Comitês Olímpicos Nacionais para serem Jovens Embaixadores. Estes deveriam ter entre 18 e 25 anos de idade e ser atletas, treinadores, estudantes ou jovens profissionais que demonstrem os valores olímpicos e inspiram e capacitam as pessoas jovens a fazer o mesmo.
A principal função dos Jovens Embaixadores era promover as Olimpíadas da Juventude nas suas nações e encorajar os atletas das mesmas a aproveitar ao máximo a experiêcnia Olímpica da Juventude, encorajando-os a interagir com as pessoas de diferentes desportos e culturas, e a participar em actividades e workshops.
Foi realizado um seminário entre 25 e 28 de março para preparar os embaixadores para as Olimpíadas da Juventude, ensinando-os sobre as culturas e atividades que seriam oferecidas durante os Jogos.
| CON                          | Nome                               | Desporto                               | Notas                                                    |
| ---------------------------- | ---------------------------------- | -------------------------------------- | -------------------------------------------------------- |
| RSA África do Sul            | Reabetewe Mpete                    | Hóquei sobre a grama                   |                                                          |
| GER Alemanha                 | Marlene Gomez Islinger             | Triatlo                                | Atleta nos JOJ de 2010                                   |
| ANG Angola                   | Andreia Miranda Gonçalves          | Natação                                |                                                          |
| ALG Argélia                  | Abdelmalek Lahoulou                | Atletismo                              |                                                          |
| ARG Argentina                | José Ignacio Fossati Ariznabarreta | Boxe                                   |                                                          |
| AUS Austrália                | Jessica Fox                        | Canoagem Slalom                        | Atleta nos JOJ de 2010 e nos JO de 2012                  |
| AUT Áustria                  | Stefan Janisch                     | Snowboard, Tênis                       |                                                          |
| AZE Azerbaijão               | Arzu Mammadova                     | Futebol                                |                                                          |
| BAH Bahamas                  | Megan Shepherd                     |                                        | Escritor esportivo                                       |
| BAN Bangladesh               | Mohammed Farhadur Rahman           | Basquetebol, Críquete, Futebol         |                                                          |
| BAR Barbados                 | Ryan O'Neal Brathwaite             |                                        | Pasteleiro e decorador                                   |
| BEL Bélgica                  | Sophie Paris                       | Esqui-alpinismo                        | Membro do CON                                            |
| BLR Bielorrússia             | Anastasija Shpilevskaja            | Tênis                                  | Membro do CON                                            |
| BIH Bósnia e Herzegovina     | Edin Branković                     | Patinação de velocidade em pista curta |                                                          |
| BOT Botsuana                 | Mothusi Ramaabya                   |                                        | Auditoria e Consultadoria                                |
| BRA Brasil                   | Lara Teixeira                      | Nado sincronizado                      | Atleta olímpica nos JO de 2008 e 2012                    |
| BUL Bulgária                 | Damyan Dikov                       | Basquetebol                            | Treinador                                                |
| CMR Camarões                 | Prosper Babinne                    | Futebol                                | Voluntário do CON                                        |
| CAN Canadá                   | Dillon Richardson                  | Basebol, Basquetebol                   | Membro do CON                                            |
| QAT Catar                    | Hannah Al-Bader                    | Handebol                               |                                                          |
| CHI Chile                    | Joaquín Ballivián                  | Atletismo                              | Atleta nos JOJ de 2010                                   |
| CHN China                    | Lu Ting                            |                                        | Funcionário do CON                                       |
| CYP Chipre                   | Chrystalleni Trikomiti             | Ginástica rítmica                      | Atleta nos JO de 2012                                    |
| COL Colômbia                 | Juan Sebastian Sánchez Díaz        |                                        | Voluntário da Federação de Orientação                    |
| KOR Coreia do Sul            | Kim Da-Hye                         | Tiro                                   |                                                          |
| CIV Costa do Marfim          | Ruth Gbagbi                        | Taekwondo                              | Atleta nos JOJ de 2010 e nos JO de 2012                  |
| CRC Costa Rica               | Gabriel Zumbado                    | Triatlo                                | Atleta nos JOJ de 2010                                   |
| CRO Croácia                  | Danijela Grgić                     | Atletismo                              |                                                          |
| CUB Cuba                     | Leydi Laura Moya Lopez             | Pentatlo moderno                       | Atleta nos JOJ de 2010                                   |
| DEN Dinamarca                | Ann-Sofie Dalsgaard                | Futebol                                | Membro do CON                                            |
| EGY Egito                    | Mostafa Awadalla                   | Handebol                               | Atleta nos JOJ de 2010                                   |
| ECU Equador                  | Adriana Lastra Cabezas             | Atletismo                              |                                                          |
| SVK Eslováquia               | Monika Fasungova                   | Badminton                              | Atleta nos JO de 2012                                    |
| SLO Eslovênia                | Vanja Mesec                        | Handebol                               |                                                          |
| EST Estônia                  | Laura-Maria Lehiste                | Judô                                   |                                                          |
| USA Estados Unidos           | Jessica Luscinski                  | Futebol                                | Treinadora e membro do CON                               |
| ETH Etiópia                  | Desalegn Medibaw                   | Futebol                                |                                                          |
| FIJ Fiji                     | Matelita Buadromo                  | Natação                                | Atleta nos JO de 2010                                    |
| PHI Filipinas                | Nadine Gutiérrez                   | Futebol, Muay-Thai, Natação            | Interno do COI                                           |
| FIN Finlândia                | Laura Lepisto                      | Patinação artística                    | Atleta nos JO de Inverno de 2010 e JO de Inverno de 2014 |
| FRA França                   | Thomas Bouhail                     | Ginástica artística                    | Atleta nos JO de 2008                                    |
| GRE Grécia                   | Filippos Papageorgiou              | Hipismo                                |                                                          |
| GRN Granada                  | Kara Archibald                     | Natação                                | Treinador                                                |
| GUA Guatemala                | Gabriela Matus Bonilla             | Athletics                              |                                                          |
| HAI Haiti                    | Sacha Durocher                     | Equestrian                             | Treinador                                                |
| HKG Hong Kong                | Hoi Shun Stephanie Au              | Swimming                               | Atleta nos JO de 2008 e 2012                             |
| YEM Iêmen                    | Omar Al-Mogahed                    | Basquetebol, Futebol, Tênis de mesa    | Delegado da Juventude da ONU no Iêmen                    |
| COK Ilhas Cook               | Tarapiripa Bishop                  | Futebol, Netball                       |                                                          |
| ISV Ilhas Virgens Americanas | Jemille Vialet                     | Natação                                |                                                          |
| ISL Islândia                 | Bjarki Benediktsson                | Futebol                                | Treinador                                                |
| INA Indonésia                | Irham Fadli                        |                                        | Voluntário do CON                                        |
| IRL Irlanda                  | Leah Ewart                         | Hóquei sobre a grama                   | Atleta nos JOJ de 2010                                   |
| ITA Itália                   | Elisa Santoni                      | Ginástica rítimica                     | Atleta nos JO de 2004, 2008 e 2012                       |
| JAM Jamaica                  | Kedisha Dallas                     | Atletismo                              |                                                          |
| JPN Japão                    | Ran Yagisawa                       | Dança esportiva                        |                                                          |
| JOR Jordânia                 | Shaden Adel Thweib                 | Artes marciais                         |                                                          |
| LAT Letônia                  | Toms Markss                        |                                        | Especialista de PR na Federação de Ciclismo Letã         |
| LIB Líbano                   | Tony Tarraf                        | Voleibol                               | Diretor da Federação Libanesa de Voleibol                |
| LTU Lituânia                 | Gintarė Okulevičiūtė               | Remo                                   |                                                          |
| MKD Macedônia do Norte       | Nina Balaban                       | Tiro                                   |                                                          |
| MAD Madagascar               | Harinelina Rakotondramanana        | Esgrima                                |                                                          |
| MAS Malásia                  | Benjamin Khor                      | Tiro                                   |                                                          |
| MAR Marrocos                 | Ahmed Hamza Chraibi                | Tênis                                  | Presidente Fundador da Excelência Árabe                  |
| MRI Maurício                 | Henry Fenouillot de Falbaire       | Natação                                |                                                          |
| MEX México                   | Andrea Probert Ávila               | Futebol, Triatlon                      |                                                          |
| MDA Moldávia                 | Ana Maria Stratu                   | Caratê                                 |                                                          |
| MGL Mongólia                 | Tugsbayar Gansukh                  | Halterofilismo                         |                                                          |
| NAM Namíbia                  | Lurdi Aron                         | Basquetebol, Tênis                     |                                                          |
| NZL Nova Zelândia            | Renee Hannah                       | Esqui aquático                         |                                                          |
| NOR Noruega                  | Torgrim Sommerfeldt                | Basquetebol                            |                                                          |
| NED Países Baixos            | Joyce Seesing                      | Ciclismo BMX                           |                                                          |
| PNG Papua-Nova Guiné         | Hannah Ilave                       | Natação, Triatlo                       |                                                          |
| PAK Paquistão                | Mahnoor Maqsood                    | Natação                                |                                                          |
| PAR Paraguai                 | Carlos Caballero Gómez             | Squash                                 |                                                          |
| PER Peru                     | Aleiandro Quiñones                 | Canoagem                               |                                                          |
| POL Polônia                  | Monika Hojnisz                     | Biatlo                                 |                                                          |
| PUR Porto Rico               | Betsmara Cruz                      | Natação                                | Treinador                                                |
| POR Portugal                 | Mariana Catarino                   | Natação                                |                                                          |
| KGZ Quirguistão              | Saltanat Ibraeva                   |                                        | Voluntário do CON                                        |
| CZE Chéquia                  | Klára Mejdřická                    | Voleibol                               |                                                          |
| DOM República Dominicana     | Estefanía George                   |                                        | Membro do CON                                            |
| GBR Grã-Bretanha             | Max Betteridge                     | Futebol                                | Treinador                                                |
| ROU Romênia                  | Emil Imre                          | Patinação de velocidade em pista curta |                                                          |
| RUS Rússia                   | Olga Ponomar                       |                                        | Jornalista esportivo                                     |
| LCA Santa Lúcia              | Fredric Sweeney                    | Vela                                   | Treinador                                                |
| SEN Senegal                  | Youssouph Ndao                     | Esgrima                                |                                                          |
| SRB Sérvia                   | Aleksandra Kebić                   | Handebol                               | Membro do CON                                            |
| SIN Singapura                | Rui Qi Low                         | Vela                                   |                                                          |
| SRI Sri Lanka                | Ishika de Silva                    | Remo                                   |                                                          |
| SUD Sudão                    | Alaa Muntasir                      | Hipismo                                |                                                          |
| SWE Suécia                   | Frida Nevalainen                   | Hóquei no gelo                         | Atleta nos JO de Inverno de 2006 e 2010                  |
| SUI Suíça                    | Lisa Gisler                        | Curling                                | Atleta nos JOJ de Inverno de 2012                        |
| THA Tailândia                | Apisada Kusolsilp                  |                                        | Funcionária da Autoridade dos Desportos da Tailândia     |
| TPE Taipé Chinês             | Emily Yeh                          | Tênis                                  |                                                          |
| TJK Tajiquistão              | Negmatullo Rajabaliev              | Tênis                                  | Treinador                                                |
| TRI Trinidad e Tobago        | Jeannette Small                    | Badminton                              | Treinadora e membro do CON                               |
| TUN Tunísia                  | Marwen Chaieb                      | Rugby                                  | Treinador                                                |
| TUR Turquia                  | Giray Çavdar                       | Tênis                                  | Treinador                                                |
| UKR Ucrânia                  | Oleksandr Usyk                     | Boxe                                   | Atleta nos JO de 2008 e 2012                             |
| UGA Uganda                   | Shamim Bangi                       | Badminton                              |                                                          |
| UZB Uzbequistão              | Rashid Burnashev                   | Atletismo                              |                                                          |
| VIE Vietnã                   | Van Hao Nguyen                     | Atletismo                              |                                                          |
| ZAM Zâmbia                   | Samantha Miyanda                   | Futebol                                |                                                          |
| ZIM Zimbabwe                 | Rukudzo Gona                       | Basquetebol, Futebol, Rugby            |                                                          |

### Repórteres jovens
Trinta repórteres foram anunciados para integrar o programa Repórteres Jovens. Com idades entre os 18 e os 24 anos, foram escolhidos pelas Associações Continentais de Comitês Olímpicos Nacionais (ANOC). Incluíram-se quatro representantes de cada continente, oito da anfitriã China, um de Lillehammer, sede dos próximos Jogos Olímpicos da Inverno da Juventude de 2016 e outro de Buenos Aires, sede da próxima edição em 2018.
Como iniciativa para encorajar as pessoas a participarem no espírito das Olimpíadas da Juventude, este programa deu aos repórteres jovens um programa de treino jornalístico em plataforma cruzada, bem como a oportunidade de experiência em trabalho nas Olimpíadas da Juventude. Os repórteres também trabalharam com profissionais altamente qualificados e reputados na televisão, jornalismo impresso, mídias sociais e fotografia.
| Área              | Nome                   | CON                |
| ----------------- | ---------------------- | ------------------ |
| África            | Yasmine Torche         | ALG Argélia        |
| África            | Mario Lovemore         | BOT Botsuana       |
| África            | Stella Annan           | GHA Gana           |
| África            | Zaki Saaed             | SUD Sudão          |
| Américas          | María Carolina Cabella | ARG Argentina      |
| Américas          | Diego Melendreras      | GUA Guatemala      |
| Américas          | Ricardo Chambers       | JAM Jamaica        |
| Américas          | Emily Bayci            | USA Estados Unidos |
| Ásia              | Pallavi Prasad         | IND Índia          |
| Ásia              | Ruslan Medelbek        | KAZ Cazaquistão    |
| Ásia              | Christel El Saneh      | LIB Líbano         |
| Ásia              | David Lozada           | PHI Filipinas      |
| Europa            | Palina Ihnatsenka      | BLR Bielorrússia   |
| Europa            | Ivan Boyanov           | BUL Bulgária       |
| Europa            | Tomas Pavlicek         | CZE Chéquia        |
| Europa            | Emilie Fekene          | NOR Noruega        |
| Oceânia           | Te-Riu Artui           | COK Ilhas Cook     |
| Oceânia           | Jerick Sablan          | GUM Guam           |
| Oceânia           | Ashlee Tulloch         | NZL Nova Zelândia  |
| Oceânia           | Ernest Ta'asi          | SOL Ilhas Salomão  |
| China             | Chen Changjie          | CHN China          |
| China             | Liao Jingjing          | CHN China          |
| China             | Liu Meiying            | CHN China          |
| China             | Wang Yang              | CHN China          |
| China             | Yang He                | CHN China          |
| China             | You Ziyu               | CHN China          |
| China             | Zhu He                 | CHN China          |
| China             | Zhu Mandan             | CHN China          |
| Lillehammer 2016  | Vegard Skorpen         | NOR Noruega        |
| Buenos Aires 2018 | Hernán Goldzycher      | ARG Argentina      |